# Guillaume Jobin
 (août 2017).
Guillaume Jobin, né le 16 novembre 1958 à Sainte-Adresse (Seine-Maritime), est un écrivain français et dirigeant d’un établissement d’enseignement supérieur.

## Biographie
Issu d'une famille du Havre négociants en café depuis le XIXe siècle, Guillaume Jobin est diplômé du certificat de psychologie médicale (université Paris V) en 1982, docteur en médecine de l’université de Rouen (1984), sa thèse portant sur « Café, caféine et santé », puis diplômé du MBA d’HEC en 1986.
Il est directeur général de l’École supérieure de journalisme de Paris de 2006 à 2008, puis président du conseil d’administration.
Depuis 2015, il est membre du jury du Prix littéraire ESJ Paris - Maison Blanche.
Guillaume Jobin est, en 2016, fait chevalier de l'ordre du Mérite,.
Il est auteur de plusieurs livres en économie, histoire et politique ainsi que de deux romans. Dans Route des Zaërs, paru en 2015, il annonce avec cinq mois d'avance l'affaire dite des « journalistes maître chanteurs ».
En 2021, il crée SSJC, cycle d'enseignement à distance du journalisme et de la communication en langue arabe, et en association avec l'AIJES News, Agence internationale pour le journalisme et les études stratégiques, le Middle-East Center for Journalism and Communication (MECJC), organisme de formation professionnelle en langue arabe.
En février 2024, Le Point dénonce sa proximité avec Mikhaïl Gamandiy-Egorov, agent d'influence de la Russie ayant enseigné sous sa direction à l'ESJ Paris à Londres pendant un mois, en 2021. Aucune preuve n'a été apportée par le Point sur ses accusations à l'égard de M. Egorov.
Il quitte la direction de l'ESJ Paris en novembre 2024 après le rachat par un groupe d'investisseurs conservateurs .

## Œuvres
- Exporter & Investir en Russie, 1993, Vuibert, Paris
- Crise en thèmes, avec Blandine Blanc, 2009, Descartes & Cie, Paris
- Lyautey, le Résident, 2014, La France au Maroc, tome 1 : 1905-1925, Magellan & Cie, Paris
- Mohamed V, le Sultan, 2015, La France au Maroc, tome 2 : 1925-1945, Magellan & Cie, Paris
- Route des Zaërs, 2015, EDT, Casablanca, roman
- Route d'Anfa, 2016, Casa-Express éditions, Rabat, roman
- Le Roi, le Maroc de Mohammed VI[9], co-écrit avec Valérie Morales-Attias, 2019, Descartes & Cie, Paris.
- Oriental-Express, Casa-Express éditions, Rabat, roman